# 扁蟲動物
扁蟲動物原本是扁形動物門的同義詞，此處是幾個門的統稱，屬於兩側對稱動物，也被归类为扁虫动物总门（学名：Platyzoa），但此分類尚未成爲共識。

## 分类
本总门包括以下門：
- 吮食动物 Rouphozoa
  - 扁形动物门 Platyhelminthes
  - 腹毛动物门 Gastrotricha
- 有颚动物 Gnathifera
  - 颚胃动物门 Gnathostomulida
  - 微颚动物门 Micrognathozoa
  - 轮形动物门 Rotatoria
  - 棘头动物门 Acanthocephala
  - 毛颚动物门 Chaetognatha

扁形动物和腹毛动物没有体腔。其他的门则具有假体腔。它们的颚和咽构造相似。但是行寄生生活的棘头动物没有这些结构。具有假体腔的几个门可形成一个单系群——有颚动物（Gnathifera）。
扁虫动物总门的动物和担轮动物是近亲，有时被归到后者。两者组成螺旋卵裂動物(Spiralia)。软体的扁形动物门通常为极扁平的蠕虫，包括自由生活的和寄生的种类。栖于海水、淡水和陆地多种生境，广布于世界各地。体长从1毫米的若干分之一至15米。有3个类型：涡虫、吸虫和绦虫。扁虫身体两侧对称，不分节，背腹扁平；无呼吸系统、骨骼、循环系统和体腔。器官之间 的空隙为固体的结缔组织填充。